# Плутонийтрисеребро
Плутонийтрисеребро — бинарное неорганическое соединение, интерметаллид
плутония и серебра
с формулой Ag3Pu,
кристаллы.

## Получение
- Сплавление стехиометрических количеств чистых веществ:

{\displaystyle {\mathsf {Pu+3Ag\ {\xrightarrow {950^{o}C}}\ PuAg_{3}}}}

## Физические свойства
Плутонийтрисеребро образует кристаллы
гексагональной сингонии,

параметры ячейки a = 1,2730 нм, c = 0,9402 нм, Z = 14.
Соединение образуется по перитектической реакции при температуре 950 °C.
Ag3Pu и Ag образуют эвтектику с температурой плавления 790 °C и составом 89,8 ат.% серебра.
В более поздних работах утверждается, что соединение содержит избыток серебра, соответствует составу PuAg3,6, плавится при температуре 977 °C и имеет структуру типа GdAg3.6
.